# Нововолынский деревообрабатывающий комбинат
Нововолынский деревообрабатывающий комбинат (укр. Нововолинський деревообробний комбінат) — промышленное предприятие в городе Нововолынск Волынской области.

## История
Деревообрабатывающий комбинат был создан в 1953 - 1954 гг. на базе ранее построенных деревообрабатывающих мастерских возле железнодорожной станции и в первые годы основной продукцией являлись строительные материалы и крепеж для шахт Львовско-Волынского угольного бассейна.
В 1960е годы в угольных шахтах Нововолынска перешли на использование металлического крепежа, после чего деятельность комбината была переориентирована (если до этого предприятие в основном выполняло местные заказы, то в дальнейшем готовая продукция начала поступать заказчикам за пределами Волынской области).
В 1965 году комбинат освоил производство древесно-стружечных плит.
В 1969 году комбинат выполнял заказы десяти областей УССР, заказчикам за пределами Волынской области отгружалось 80% готовой продукции предприятия.
В целом, в советское время комбинат входил в число трёх крупнейших предприятий города.
После провозглашения независимости Украины государственное предприятие было приватизировано и 20 декабря 1994 года преобразовано в открытое акционерное общество.
В 1990е годы положение предприятия осложнилось и часть помещений была сдана в аренду. В 2004 году на производственных площадях комбината фирма ООО «Класік» освоила производство стеновых панелей и мебельного профиля, позднее был освоен выпуск дверей и пластмассовой тары.
23 июля 2013 года в результате пожара пострадал производственный цех комбината.